# Ondrej Holko
Ondrej Holko (Martin, 3 de mayo de 1996) es un deportista eslovaco que compite en tiro, en la modalidad de rifle. Ganó una medalla de oro en el Campeonato Europeo de Tiro de 2024, en la prueba de rifle en posición tendida 50 m mixto.

## Palmarés internacional
| Campeonato Europeo | Campeonato Europeo | Campeonato Europeo | Campeonato Europeo               |
| Año                | Lugar              | Medalla            | Prueba                           |
| ------------------ | ------------------ | ------------------ | -------------------------------- |
| 2024               | Osijek (Croacia)   | Medalla de oro     | Rifle en pos. tendida 50 m mixto |